# Skuljanka
Skuljanka (ryska: Скулянка) är ett vattendrag i Belarus.   Det ligger i voblasten Vitsebsks voblast, i den nordöstra delen av landet, 230 km nordost om huvudstaden Minsk.
I omgivningarna runt Skuljanka växer i huvudsak blandskog. Runt Skuljanka är det glesbefolkat, med 15 invånare per kvadratkilometer.